# Alessandro Velotto
Alessandro Velotto (* 12. Februar 1995 in Pollena Trocchia, Neapel) ist ein italienischer Wasserballspieler. Er erkämpfte mit der italienischen Nationalmannschaft eine Bronzemedaille bei Olympischen Spielen. 2019 war er Weltmeister sowie 2024 Weltmeisterschaftszweiter. 2014 und 2024 gewann er Europameisterschaftsbronze.

## Sportliche Karriere
Der 1,85 Meter große Alessandro Velotto begann seine Karriere bei Circolo Canottieri Napoli. Von 2018 bis 2023 spielte er bei Pro Recco und wurde in dieser Zeit dreimal italienischer Meister. 2024 gewann er den französischen Meistertitel mit CN Marseille.
Velotto gewann mit der italienischen Juniorenauswahl bei der Juniorenweltmeisterschaft 2013, 2015 wurde er Zweiter. Dazwischen gewann er mit der Nationalmannschaft bei der Europameisterschaft 2014 in Budapest die Bronzemedaille hinter den Serben und den Ungarn. Velotto warf insgesamt zwei Tore während des Turniers. 2015 folgte der vierte Platz bei der Weltmeisterschaft in Kasan, im Spiel um den dritten Platz unterlagen die Italiener im Penaltyschießen gegen die griechische Mannschaft. Velottos erstes olympisches Turnier waren die Olympischen Spiele 2016 in Rio de Janeiro. In der Vorrunde belegten die Italiener den dritten Platz hinter Spanien und Kroatien. Nach einem Viertelfinalsieg gegen Griechenland unterlagen die Italiener den Serben im Halbfinale mit 8:10. Im Spiel um den dritten Platz besiegten die Italiener die Mannschaft Montenegros mit 12:10. Velotto erzielte im Halbfinale zwei Tore. Im Spiel um Bronze traf Velotto nicht.
Bei der Europameisterschaft 2018 in Barcelona unterlagen die Italiener den Kroaten im Spiel um den dritten Platz. Velotto erzielte drei Turniertore. Bei der Weltmeisterschaft 2019 in Gwangju gewannen die Italiener ihre Vorrundengruppe. Nach einem Viertelfinalsieg gegen Griechenland und einem Halbfinalsieg gegen Ungarn schlugen die Italiener im Finale die Spanier mit 10:5. Bei den erst 2021 ausgetragenen Olympischen Spielen in Tokio belegten die Italiener den siebten Platz. Im Spiel um den siebten Platz erzielte Velotto beim 14:14 gegen Montenegro fünf Tore während der regulären Spielzeit. Am Shootout war er nicht beteiligt.
2022 konnte Velotto nach einem Handbruch nicht an der Weltmeisterschaft in Budapest teilnehmen. Im Jahr darauf bei der Weltmeisterschaft in Fukuoka verloren die Italiener im Viertelfinale gegen die Serben nach Penaltyschießen. In den Platzierungsspielen wurden die Italiener Fünfte. Im Januar 2024 unterlagen die Italiener im Halbfinale der Europameisterschaft in Kroatien den Spaniern. Das Spiel um Bronze gewannen die Italiener mit 12:7 gegen die Ungarn. Velotto erzielte im Spiel um Bronze ein Tor. Im Februar bei der Weltmeisterschaft in Doha erreichten die Italiener mit einem Sieg über die Spanier das Endspiel. Dort unterlagen sie den Kroaten nach Penaltyschießen. Bei den Olympischen Spielen 2024 in Paris unterlagen die Italiener im Viertelfinale den Ungarn im Penaltyschießen. Velotto erzielte zwei Tore während der regulären Spielzeit, am Penaltyschießen war er nicht beteiligt. In den Platzierungsspielen erreichten die Italiener den siebten Platz.